# Schloss Dillingen an der Donau

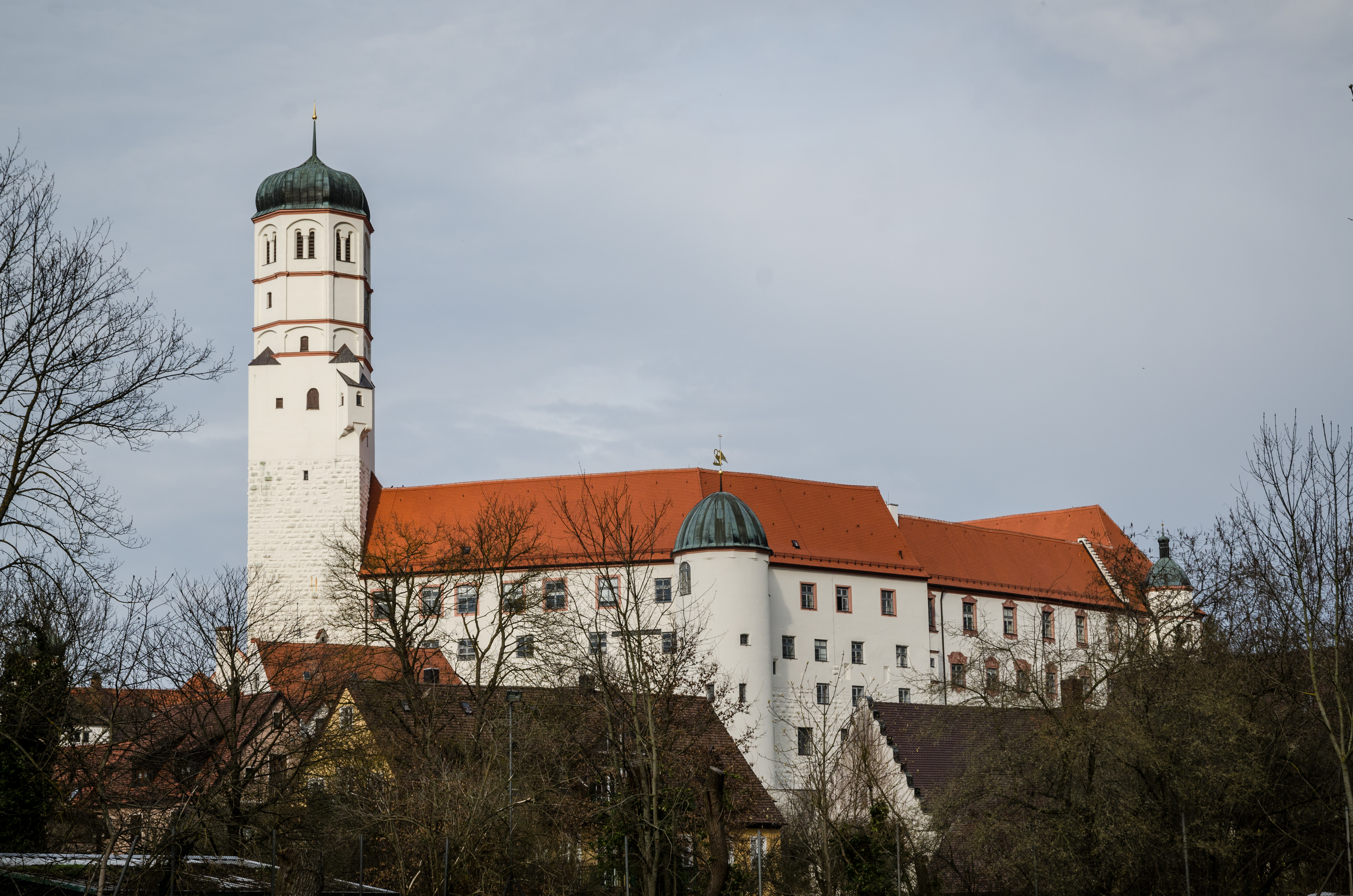
Schloss Dillingen

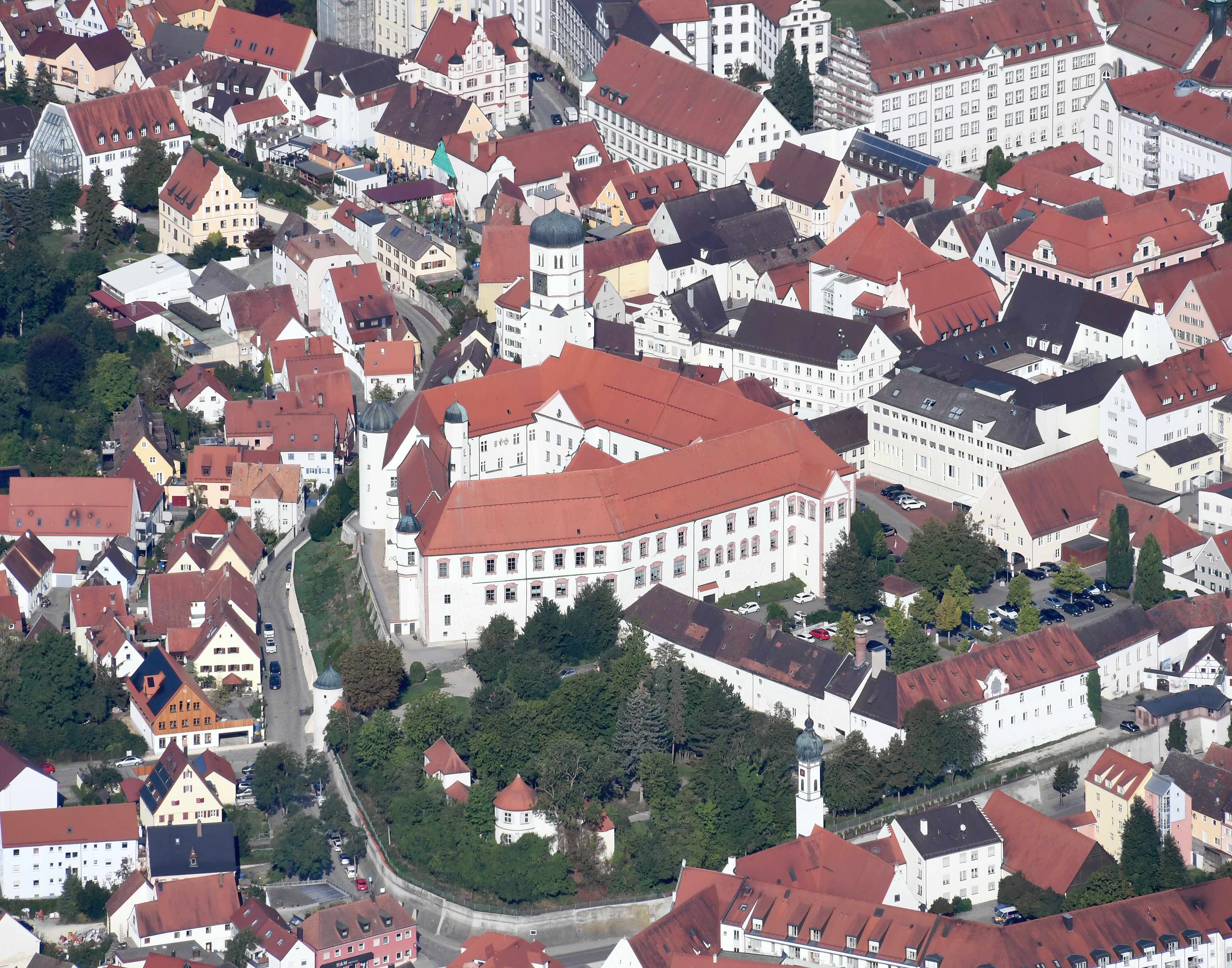
Schloss Dillingen aus der Vogelperspektive

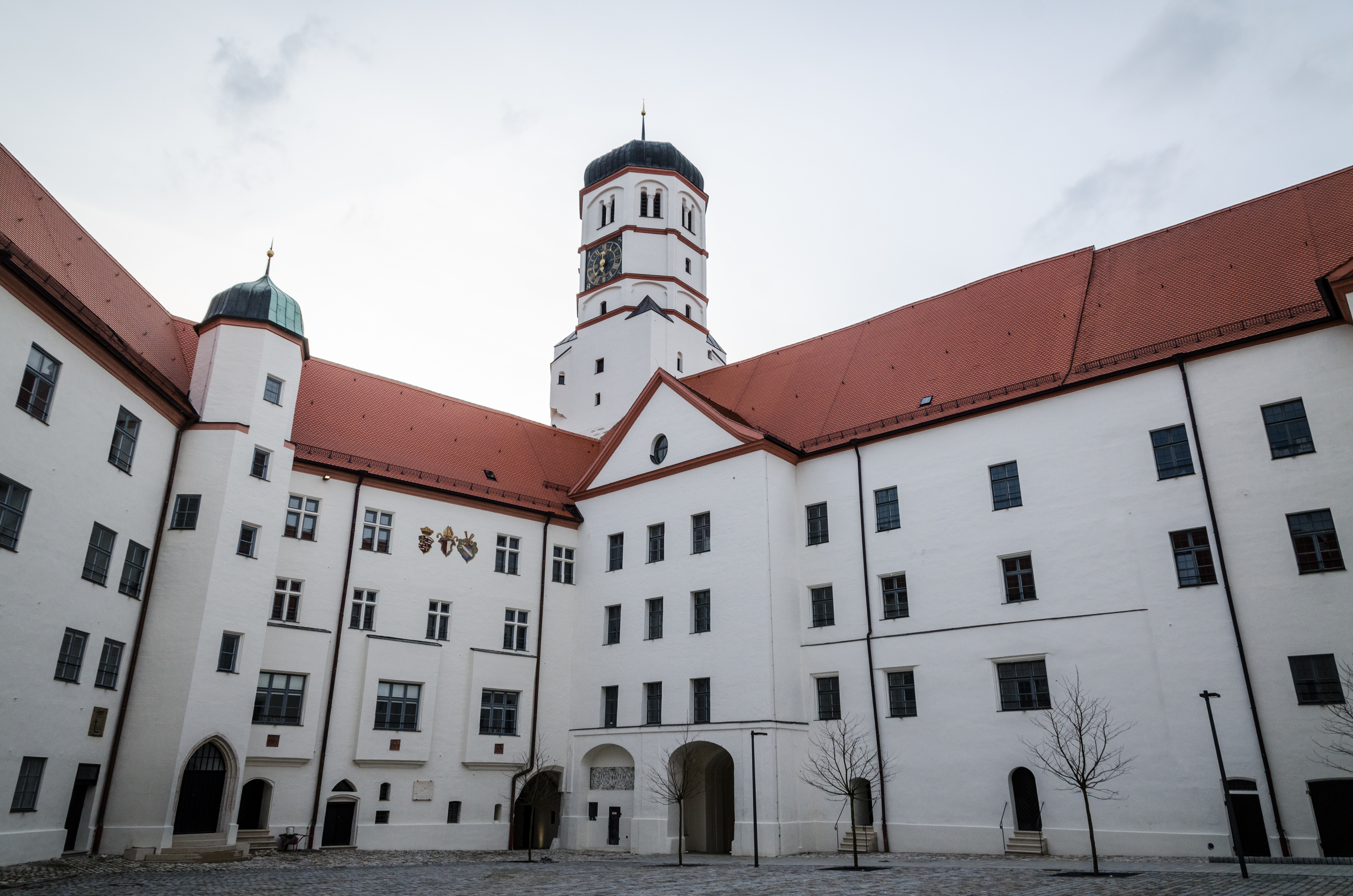
Innenhof

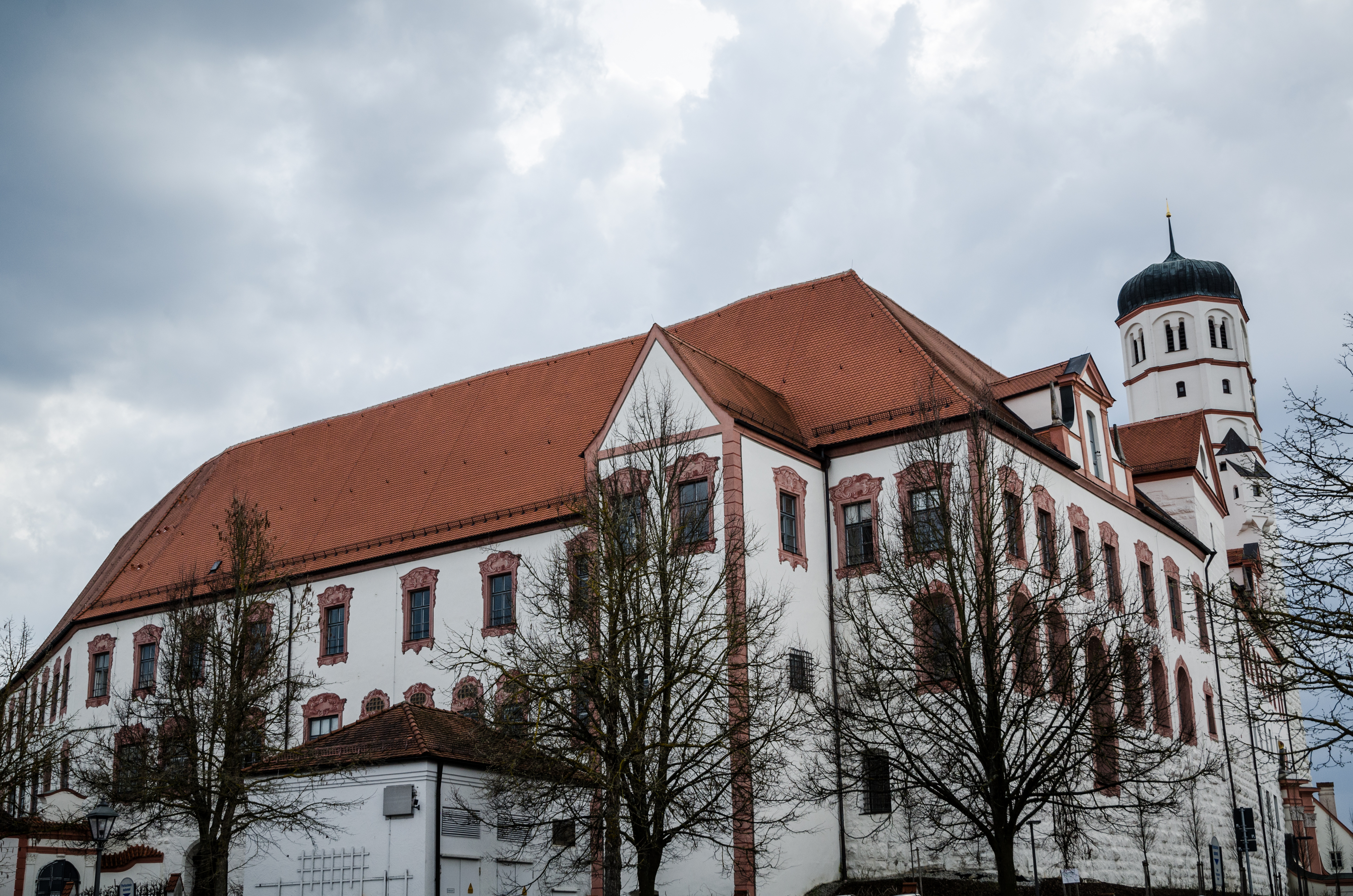
Fassade

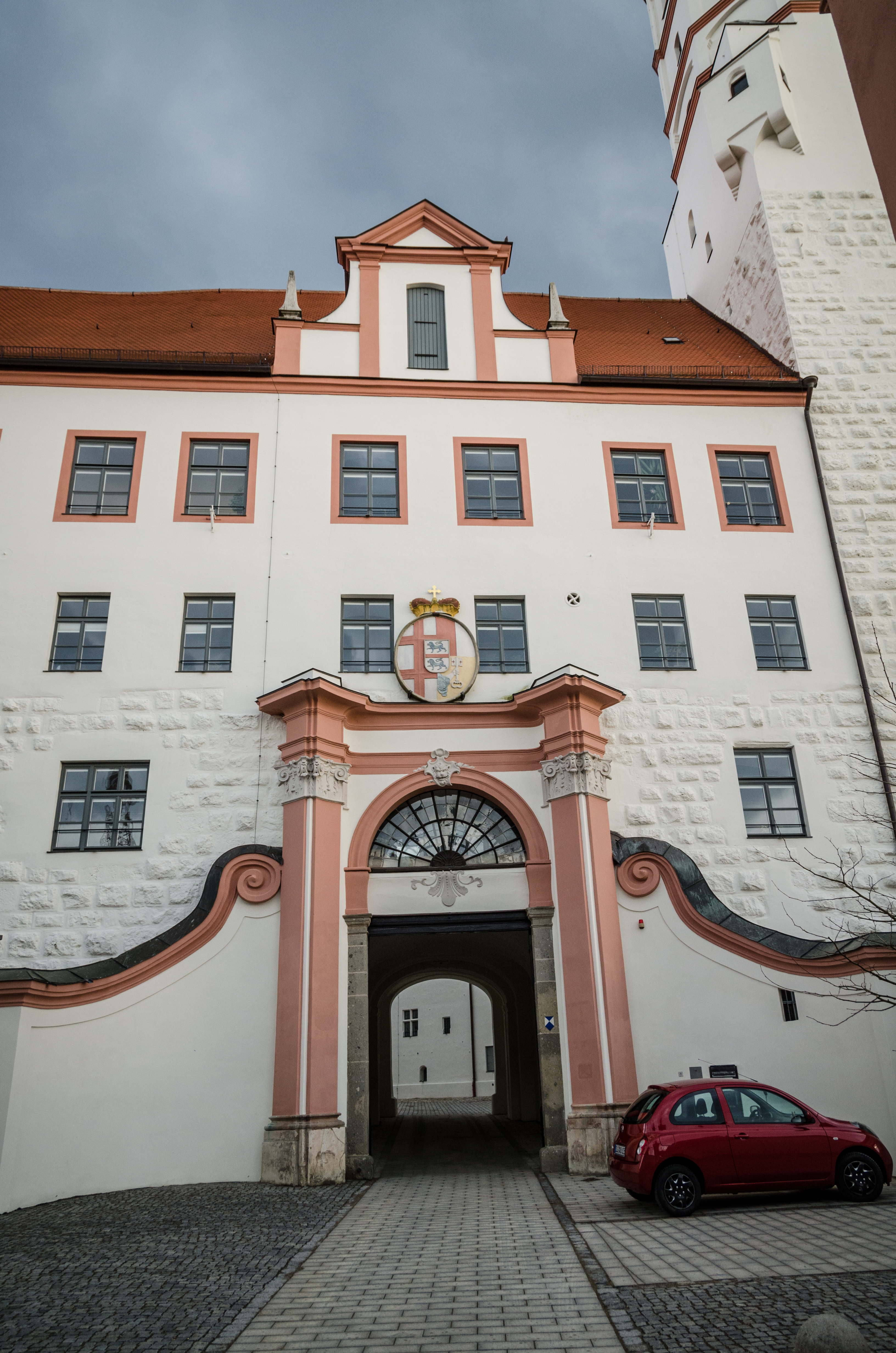
Einfahrt

Schloss Dillingen an der Donau ist ein ehemaliges fürstbischöflich augsburgisches Residenzschloss. Es steht auf einer Hochterrasse mit Steilabfall am südlichen Rande der Innenstadt von Dillingen an der Donau. Der quadratische Nordwestturm mit seinen drei achteckigen Geschossen gehört zu den Wahrzeichen der schwäbischen Stadt. Das Gebäude besteht aus vier ungleichen, drei- bzw. viergeschossigen Flügeln um einen unregelmäßigen polygonalen Innenhof.

## Geschichte
Bereits im 10. Jahrhundert existierte an der Stelle des heutigen Schlosses eine Fliehburg. Diese bot der Bevölkerung Schutz und Sicherheit, als insbesondere ungarische Heere das Land bedrohten. Vermutlich bewachte diese Burg auch schon einen Donauübergang in unmittelbarer Nähe und die wichtige Donaustraße, die immer schon zu den bedeutendsten Ost-West-Verbindungen Mitteleuropas gehörte.
Bischof Ulrich von Augsburg weilte im Jahre 937 einige Monate als Gast im castellum Dilinga.
Die erste Nennung der Burg stammt aus dem Jahre 1220. Sie war seinerzeit im Besitz der Hupaldinger, welche sich im 12. Jahrhundert Grafen von Dillingen nannten. Die Grafen von Dillingen hatten in typisch Staufischer Mode zwei Bergfriede und ein dazwischen gestellten Palas errichtet. Der Kern dieser Anlage ist im jetzigen Nordflügel noch erhalten. 1258 ging die gesamte Anlage sowie die Stadt Dillingen durch Schenkung durch Hartmann V., Graf und Bischof von Dillingen, in Besitz des Hochstifts Augsburg über. In diesem Jahr findet man auch urkundlich die Nennung castrum et oppidum Dilingen.
Mit der Übergabe der Grafenburg an das Hochstift Augsburg begann die Blütezeit des Gebäudes und der Stadt, bedingt durch den Aufstieg Dillingens zu einer Residenzstadt. Die Fürstbischöfe von Augsburg verwalteten ihre Besitzungen verstärkt von hier aus. In den Jahren 1458 bis 1520 erfolgte eine Umwandlung der mittelalterlichen Wehrburg zu einem Burgschloss im Stil der Gotik. Der Nordflügel wurde durch die Schlosskapelle St. Johannes verlängert und ein West- sowie ein Ostflügel angefügt.
Bischof Christoph von Stadion wurde durch Ratsdekret der lutherisch gewordenen Freien Reichsstadt Augsburg 1537 gezwungen, die Stadt zu verlassen und seine Residenz nach Dillingen zu verlegen. Er kehrte nie mehr nach Augsburg zurück und starb 1543. Sein Nachfolger, Kardinal Otto Truchseß von Waldburg, erweiterte das Burgschloss um einen Südflügel und den Rundturm an der Südwestecke, den sog. Heiligen Turm (mit Rundkapelle). Ferner ließ er den Westflügel um ein Stockwerk erhöhen, 1595 erfolgte noch die Erhöhung des Nordwestturmes. Der Baumeister Hans Alberthal zeichnete verantwortlich für den Neubau des Treppenhauses.
Eine massive Veränderung erfuhr das Burgschloss im 18. Jahrhundert, als von 1737 bis 1740 durch Johann Caspar Bagnato der Versuch eines Umbaus in ein klassisches Barockschloss unternommen wurde. Zu dieser Zeit entstanden unter Fürstbischof Johann Franz Schenk von Stauffenberg der runde Ehrenhof und das Torhaus im Norden der Schlossanlage. Dadurch hatte man eine geradlinige Verbindung direkt zur Stadt geschaffen. In zwei kleineren Gebäuden rechts und links vor dem Torhaus war das bischöfliche Militär untergebracht. Am 4. oder 5. November 1766 musizierte der junge Wolfgang Amadeus Mozart während seiner Westeuropareise im Dillinger Schloss.
Die Säkularisation 1802/1803 bedeutete das Ende von Schloss Dillingen als bischöfliche Residenz. Im Lauf der Zeit erfolgten immer wieder Umbauten und Veränderungen. Trotz der Schädigung der wertvollen Bausubstanz hat das monumentale Gebäude seinen mittelalterlichen Wehrcharakter beibehalten, deutlich sichtbar u. a. am Buckelquadermauerwerk der südlichen Außenwand im Vorraum des Rittersaals und im nördlichen Bereich der Ostmauer.
Am 12. Dezember 1994 wurde im Dillinger Schlosshof eine Gedenktafel enthüllt, die an das Schicksal der vor 250 Jahren als Hexe hingerichteten Barbara Zielhauser erinnert. Das Denkmal für die Opfer der Hexenprozesse wurde von dem Künstler Hans Malzer gestaltet und vom Rotary-Club der Stadt Dillingen übergeben.

## Heutige Nutzung
In der ehemaligen Residenz der Augsburger Fürstbischöfe ist das Finanzamt untergebracht. Mehrere Teile des Gebäudes, vor allem der kleine Rittersaal mit seiner emblemverzierten Holzdecke sowie der Schlosshof, sind Schauplatz von Vernissagen, Festen und Marktveranstaltungen. Östlich der mächtigen Anlage befindet sich der Hofgarten und die ehemalige 1764 erbaute Schlossbrauerei. Westlich des Schlosses gelangt man zum Brucktörle mit seinen beiden Zwiebeltürmen, das einstige Tor zur mittelalterlichen Burg. In den Gebäuden der ehemaligen Schlosswache sind Räume der Kreis- und Stadtsparkasse Dillingen und ein Restaurant untergebracht.